# Hans Reich (Fußballspieler)
Hans Reich (* 10. Juli 1942 in München) ist ein ehemaliger deutscher Fußballspieler. Er absolvierte zwischen 1964 und 1971 in der Bundesliga als Abwehrspieler 162 Spiele (7 Tore) für 1860 München und in der Saison 1970/71 für Kickers Offenbach 21 Ligaspiele. Mit den 1860er „Löwen“ wurde er 1966 deutscher Fußballmeister. Der Innenverteidiger gewann mit München auch 1964 den DFB-Pokal, wobei er aber nicht zum Einsatz gekommen war und zog 1965 im Europapokal in das Finale bei den Pokalsiegern gegen West Ham United (0:2) ein. Reich absolvierte unter Trainer Max Merkel alle zehn Spiele im Europapokalwettbewerb, darunter auch die drei Spiele gegen den AC Turin (0:2, 3:1, 2:0) im Halbfinale. Der zweite Pokalgewinn glückte Reich 1970 mit Kickers Offenbach gegen den 1. FC Köln. In seiner Zeit in Österreich gewann er 1974 mit VOEST Linz unter Trainer Helmut Senekowitsch auch die Meisterschaft in der Alpenrepublik.

## Laufbahn

### TSV 1860 München

#### Oberliga Süd, 1960 bis 1963
Hans Reich wurde 1960 aus der Jugendabteilung in die Vertragsspielermannschaft der „Löwen“ in die Oberliga Süd übernommen. Von 1960 bis 1963 kam er in 38 Spielen zum Einsatz. Das erste Oberligaspiel bestritt er am 5. Februar 1961 beim 3:1-Heimsieg gegen den VfB Stuttgart, wo er den Stammspieler Alfons Stemmer auf der Mittelläuferposition vertrat. In der Saison 1960/61 bestritt er insgesamt 4 Oberligaspiele und in der Saison 1961/62 26 Oberligaspiele. Als unter Trainer Max Merkel 1963 der Titelgewinn im letzten Jahr der Oberliga gelang, kam er zu acht Einsätzen. In der Endrunde um die deutsche Fußballmeisterschaft stand er bei der 1:2-Niederlage am 8. Juni 1963 bei Borussia Neunkirchen als linker Läufer auf dem Platz.

#### Fußball-Bundesliga, 1963 bis 1969
In der Premierenrunde der Bundesliga 1963/64 hatte immer noch Alfons Stemmer die Mittelläuferrolle bei 1860 inne. Reich kam in dieser Runde auf sieben Einsätze und verpasste auch das Finale um den DFB-Pokal gegen Eintracht Frankfurt. Ab der Saison 1964/65 gehörte Hans Reich der Stammformation von 1860 München an. Er absolvierte alle 30 Spiele in der Bundesliga in dieser Saison als 1860 den vierten Platz belegte. Sportlicher Höhepunkt wurden aber die Spiele im Europapokal der Pokalsieger 1964/65. Die Münchner zogen nach Erfolgen gegen Union Sportive Luxemburg, FC Porto und Legia Warschau in das Halbfinale gegen den AC Turin ein. Im Entscheidungsspiel am 5. Mai 1965 setzte sich 1860 mit einem 2:0-Erfolg gegen die Piemonter um Kapitän Giorgio Ferrini in Zürich durch. Das Finalspiel am 19. Mai im Londoner Wembley-Stadion vor 97. 974 Zuschauern gegen West Ham United wurde zu einem der absoluten Höhepunkte in der Karriere von Hans Reich. Die „Hammers“, taktisch gut eingestellt von Manager Ron Greenwood, gewannen nach begeisterndem Spiel mit 2:0 Toren. Hans Reich bestritt alle 10 Spiele im Europa-Cup der Saison 1964/65. Im Jahr der Fußball-Weltmeisterschaft 1966 in England holten die „Löwen“ die deutsche Meisterschaft nach München. Reich kam auf 26 Einsätze. In einer Meistermannschaft in der die Nationalspieler überwogen, neben Reich waren in der Stammformation nur noch Otto Luttrop und Manfred Wagner keine A-Nationalspieler, war er für die Organisation der Defensive verantwortlich. Im europäischen Messe-Cup spielten die Münchner gegen Malmö FF, Servette Genf und Chelsea London. Als Titelverteidiger landeten die „Löwen“ 1967 auf Platz zwei, sie mussten sich mit der Vizemeisterschaft hinter Eintracht Braunschweig begnügen. Reich kam in dieser Runde auf 23 Einsätze. Im November 1966 schied 1860 im Europa-Cup der Meister gegen Real Madrid (Zoco, Sanchis, Pirri, Amancio, Gento) aus und Trainer Max Merkel wechselte während der Runde zum 1. FC Nürnberg. Im Europa-Cup der Saison 1967/68 erlebte Hans Reich eine „Schwarze Stunde“ bei der 0:8 Schlappe beim FC Liverpool. Nach 32 Einsätzen in der Saison 1968/69 wechselte der Abwehrdirigent zu den Offenbacher Kickers in die Regionalliga Süd.

### Offenbach, Linz, 2. Bundesliga mit München 1860
Mit den Hessen feierte er auf Anhieb den Titelgewinn in der Runde 1969/70 im Süden und setzte sich anschließend in der Aufstiegsrunde zur Bundesliga vor dem VfL Bochum durch und stieg auf. Reich bestritt 36 Spiele in der Regionalliga Süd.
Mit Kickers Offenbach gewann er 1970 den DFB-Pokal. Am 3. Januar 1970 startete der OFC mit einem 4:1-Erfolg gegen seinen alten Club 1860 München in der 1. Pokalhauptrunde. Über Borussia Dortmund, Eintracht Frankfurt und den 1. FC Nürnberg zogen die Offenbacher in das Finale ein. Dies fand am 29. August 1970 in Hannover gegen den 1. FC Köln statt. Die Innenverteidigung mit Hans Reich und Egon Schmitt war ein Garant zum 2:1-Erfolg gegen die Kölner. Im Europa-Cup schied Reich mit Offenbach im September/Oktober 1970 gegen den FC Brügge aus. Insgesamt bestritt der technisch gute Abwehrspieler 26 Europacup-Einsätze. In der Saison 1970/71 bestritt er 21 Bundesligaspiele für den OFC. Anschließend wechselte er 1971 in die österreichische Nationalliga zum SK VÖEST Linz, wo er 1974 österreichischer Meister wurde. Bei der Vizemeisterschaft 1974/75 hat er nur noch in vier Ligaspielen mitgewirkt. Insgesamt kam er von 1971 bis 1974 in Linz auf 92 Ligaspiele. Sein Karriereende verbrachte Hans Reich in Jahren 1974 bis 1976 wieder beim TSV 1860. Max Merkel hatte das Traineramt zur Runde 1974/75 übernommen, wurde aber im April 1975 von Heinz Lucas abgelöst und die Mannschaft aus Giesing belegte am Rundenende den 5. Rang. Das letzte Heimspiel am 8. Juni 1975 gegen den FC Bayern Hof (0:0) sahen 60.000 Zuschauer im neuen Olympiastadion. Die Sechziger Defensive war mit Torhüter Bernhard Hartmann und den Feldspielern Heinz Lubanski, Hans-Dieter Seelmann, Libero Reich und Wilhelm Bierofka dabei angetreten. Reich hat insgesamt in zwei Jahren 69 Spiele in der 2. Fußball-Bundesliga Süd absolviert.
International hat er am 25. Mai 1965 in Freiburg beim Länderspiel gegen England in der Juniorennationalmannschaft U 23 einmal die Farben des DFB vertreten. Beim 1:0-Sieg bildete er zusammen mit Ludwig Müller und Dieter Kurrat die Läuferreihe.